# Góry Borowskie
Góry Borowskie popularnie Borowa Góra i Borowska Góra – trzy niewielkie wzniesienia (około 279 m n.p.m.) w Polsce położone w województwie łódzkim, w powiecie piotrkowskim, w gminie Wola Krzysztoporska. Przed wybuchem II wojny światowej na Borowej Górze znajdowało się lotnisko sportowe. Miejsce jednej z większych bitew w kampanii wrześniowej 1939.